# Simo Lampinen
Simo Lampinen, född den 22 juni 1943 i Borgå, är en finländsk rallyförare.
Lampinen tillhörde första generationen flygande finländare. Han blev finsk rallymästare två gånger, 1963 och 1964 och har vunnit Finska rallyt tre gånger. Till de internationella framgångarna hör vinster i RAC-rallyt och Portugisiska rallyt.

## Utmärkelser
- Riddartecknet av I klass av Finlands Lejons orden[1]

[Redigera Wikidata]